# Шарипово (Салаватский район)
Шарипово (баш. Шәрип) — село в Салаватском районе Республики Башкортостан Российской Федерации. Входит в состав Мещегаровского сельсовета.

## География

### Географическое положение
Расстояние до:
- районного центра (Малояз): 43 км,
- центра сельсовета (Мещегарово): 4 км,
- ближайшей ж/д станции (Мурсалимкино): 66 км.

## История
В «Списке населенных мест по сведениям 1870 года», изданном в 1877 году, населённый пункт упомянут как деревня Шарыпова (Сикиаз) 3-го стана Златоустовского уезда Уфимской губернии. Располагалась при речке Сикиазе, по левую сторону Сибирского почтового тракта из Уфы, в 129 верстах от уездного города Златоуста и в 3 верстах от становой квартиры в селе Сикиаз (Тепловка). В деревне, в 94 дворах жили 579 человек (275 мужчин и 304 женщины, тептяри, башкиры), были мечеть, училище, водяная мельница. Жители занимались земледелием, скотоводством, пчеловодством.

## Население
| 2002 | 2009 | 2010 |
| ---- | ---- | ---- |
| 450  | ↗490 | ↘420 |

Национальный состав
Согласно переписи 2002 года, преобладающая национальность — татары (88 %).